# Annemiek de Haan
Annemiek de Haan (ur. 15 lipca 1981 w Groningen) – holenderska wioślarka.

## Osiągnięcia
- Mistrzostwa Świata Juniorów – Płowdiw 1999 – czwórka podwójna – 3. miejsce[1].
- Igrzyska Olimpijskie – Ateny 2004 – ósemka – 3. miejsce[1].
- Mistrzostwa Świata – Gifu 2005 – ósemka – 3. miejsce[1].
- Mistrzostwa Świata – Eton 2006 – dwójka bez sternika – 5. miejsce[1].
- Mistrzostwa Świata – Monachium 2007 – ósemka – 7. miejsce[1].
- Igrzyska Olimpijskie – Pekin 2008 – ósemka – 2. miejsce[1].